# Amourj
Amourj est une ville du sud-est de la Mauritanie, située dans la région de Hodh Ech Chargui, à proximité de la frontière avec le Mali.

## Personnalités liées à la commune
L'homme politique Cheikh El Avia Ould Mohamed Khouna est né à Amourj.